# جواكيم كروز
جواكيم كروز (بالإنجليزية: Joaquim Cruz)‏ (و. 1963 – م) هو منافس ألعاب قوى، وعداء المسافات المتوسطة، من البرازيل، ولد في تاغواتينغا، القطاع الفدرالي، شارك في ألعاب الأولمبياد الصيفية 1996، وألعاب أولمبية صيفية 1988، وألعاب أولمبية صيفية 1984.

## روابط خارجية
- جواكيم كروز على موقع الاتحاد الدولي لألعاب القوى (الإنجليزية)
- جواكيم كروز على موقع اللجنة الأولمبية الدولية (الإنجليزية)
- جواكيم كروز على موقع أوليمبيديا (الإنجليزية)
- جواكيم كروز على موقع اللجنة الأولمبية البرازيلية (البرتغالية)